# 阿瓦伊查區
阿瓦伊查區（西班牙語：Distrito de Ahuaycha），是秘魯的一個區，位於該國中南部萬卡韋利卡大區的塔亞卡哈省，始建於1954年12月14日，面積90.96平方公里，海拔高度3,280米，2005年人口5,939，人口密度每平方公里65人。